# 群馬県道319号藪塚停車場線
群馬県道319号藪塚停車場線（ぐんまけんどう 319ごう やぶづかていしゃじょうせん）は、群馬県太田市の東武鉄道 藪塚駅から県道太田大間々線に至る、かつての群馬県の一般県道である。

## 路線データ
- 起点 : 群馬県太田市藪塚町（藪塚駅）[注釈 1]
- 終点 : 群馬県太田市藪塚町376番（群馬県道78号太田大間々線交点）[注釈 2]

## 歴史
- 1959年（昭和34年）9月18日：群馬県より現・道路法に基づき、県道藪塚停車場線（藪塚停車場 - 県道太田大間々線交点〈新田郡藪塚本町〉、整理番号97）が路線認定される[2]。
  - 同日、前身路線にあたる県道藪塚本町藪塚停車場線（新田郡藪塚本町 - 藪塚停車場、整理番号125）、藪塚停車場藪塚線（藪塚停車場 - 新田郡藪塚本町、整理番号130）が路線廃止される[3]。

## 地理

### 通過する自治体
- 群馬県
  - 太田市

### 沿線
- 藪塚駅（東武桐生線）（太田市藪塚町）